# Асен
Асе́н (болг. Асен) — село в Старозагорській області Болгарії. Входить до складу общини Павел-Баня.

## Населення
За даними перепису населення 2011 року у селі проживала 451 особа.
Національний склад населення села:
| Національність   | Кількість осіб | Відсоток |
| ---------------- | -------------- | -------- |
| турки            | 236            | 53,2%    |
| болгари          | 196            | 44,1%    |
| цигани           | 8              | 1,8%     |
| інша             | 0              | 0%       |
| не визначились   | 4              | 0,9%     |
| Всього відповіли | 444            |          |

Розподіл населення за віком у 2011 році:
Динаміка населення: